# PEC Zwolle '82 in het seizoen 1982/83
Het seizoen 1982/1983 was het 72e jaar in het bestaan van de Zwolse voetbalclub PEC Zwolle '82. De club kwam uit in de Eredivisie. Ook werd deelgenomen aan het toernooi om de KNVB beker.

## Wedstrijdstatistieken

### Eredivisie
| 1e speelronde | PEC Zwolle '82                                                                          | 1 - 3 (0 - 0) | FC Groningen                                                   | Opstelling PEC Zwolle '82: |
| 21 augustus 1982 Plaats: Zwolle Oosterenkstadion Toeschouwers: 10.500 Scheidsrechter: Jan Severein                        | Klaas Drost 64'                                                                         |               | 49' Rob McDonald 74' Walter Waalderbos 77' Ronald Koeman       | Raven, Drost, Scheve, Kamstra, Visscher, Weggelaar, IJzerman, Hendriksen, Riemens, Van Roon, Dijkstra                                                          |
| 2e speelronde | Roda JC                                                                                 | 3 - 1 (1 - 1) | PEC Zwolle '82                                                 | Opstelling PEC Zwolle '82: |
| 25 augustus 1982 Plaats: Kerkrade Gemeentelijk Sportpark Kaalheide Toeschouwers: 7.000 Scheidsrechter: Chris van der Laar | John Eriksen 15' John Eriksen 64' Roger Raeven 80'                                      |               | 31' Rini van Roon                                              | Fühler |
| 3e speelronde | PEC Zwolle '82                                                                          | 0 - 2 (0 - 1) | AZ '67                                                         | Opstelling PEC Zwolle '82: |
| 28 augustus 1982 Plaats: Zwolle Oosterenkstadion Toeschouwers: 5.500 Scheidsrechter: Henk Weerink                         |                                                                                         |               | 22' Kees (Pier) Tol 80' Ricky Talan                            | |
| 4e speelronde | Willem II                                                                               | 5 - 2 (1 - 1) | PEC Zwolle '82                                                 | Opstelling PEC Zwolle '82: |
| 5 september 1982 Plaats: Tilburg Gemeentelijk Sportpark Tilburg Toeschouwers: 5.500 Scheidsrechter: Egbert Mulder         | Bert Gozems 42' Arthur Hoyer 69' Arthur Hoyer 77' Johnny Jacobsen 88' Ruud Donders 90'  |               | 45' Rini van Roon 48' Alex Booy                                | Van Moorst |
| 5e speelronde | PEC Zwolle '82                                                                          | 1 - 1 (1 - 1) | FC Utrecht                                                     | Opstelling PEC Zwolle '82: |
| 8 september 1982 Plaats: Zwolle Oosterenkstadion Toeschouwers: 5.000 Scheidsrechter: Bep Thomas                           | Alex Kamstra 45'                                                                        |               | 31' Jan Wouters                                                | |
| 6e speelronde | Feyenoord                                                                               | 1 - 1 (1 - 0) | PEC Zwolle '82                                                 | Opstelling PEC Zwolle '82: |
| 12 september 1982 Plaats: Rotterdam Stadion Feijenoord Toeschouwers: 17.205 Scheidsrechter: Jan Severein                  | Peter Houtman 11'                                                                       |               | 54' (pen) Rini van Roon                                        | IJzerman |
| 7e speelronde | PEC Zwolle '82                                                                          | 2 - 2 (0 - 2) | Helmond Sport                                                  | Opstelling PEC Zwolle '82: |
| 18 september 1982 Plaats: Zwolle Oosterenkstadion Toeschouwers: 4.500 Scheidsrechter: Cees Bakker                         | Peter van der Hengst 52' Chris Riemens 67'                                              |               | 22' Hans Strijbosch 36' Johan van der Hooft                    | IJzerman, Booy |
| 8e speelronde | Fortuna Sittard                                                                         | 1 - 1 (0 - 1) | PEC Zwolle '82                                                 | Opstelling PEC Zwolle '82: |
| 25 september 1982 Plaats: Sittard De Baandert Toeschouwers: 8.000 Scheidsrechter: Charles Corver                          | Huub Smeets (p) 52'                                                                     |               | 5' Chris Riemens                                               | Van Moorst |
| 9e speelronde | PEC Zwolle '82                                                                          | 0 - 1 (0 - 0) | Go Ahead Eagles                                                | Opstelling PEC Zwolle '82: |
| 2 oktober 1982 Plaats: Zwolle Oosterenkstadion Toeschouwers: 8.000 Scheidsrechter: Jan Manuel                             |                                                                                         | IJsselderby   | 74' Henk ten Cate                                              | |
| 10e speelronde | Ajax                                                                                    | 3 - 0 (0 - 0) | PEC Zwolle '82                                                 | Opstelling PEC Zwolle '82: |
| 17 oktober 1982 Plaats: Amsterdam Stadion De Meer Toeschouwers: 11.000 Scheidsrechter: Jan Keizer                         | Gerald Vanenburg 57' Gerald Vanenburg 64' Wim Kieft 87'                                 |               |                                                                | |
| 11e speelronde | PEC Zwolle '82                                                                          | 2 - 0 (1 - 0) | FC Haarlem                                                     | Opstelling PEC Zwolle '82: |
| 23 oktober 1982 Plaats: Zwolle Oosterenkstadion Toeschouwers: 4.000 Scheidsrechter: Gerard Geurds                         | Klaas Drost 34' Jan Hendriksen 60'                                                      |               |                                                                | |
| 12e speelronde | NAC                                                                                     | 0 - 2 (0 - 1) | PEC Zwolle '82                                                 | Opstelling PEC Zwolle '82: |
| 30 oktober 1982 Plaats: Breda NAC-stadion (Beatrixstraat) Toeschouwers: 8.033 Scheidsrechter: Henk Weerink                |                                                                                         |               | 30' Klaas Drost 90' (pen) Rini van Roon                        | |
| 13e speelronde | PEC Zwolle '82                                                                          | 0 - 2 (0 - 2) | Excelsior                                                      | Opstelling PEC Zwolle '82: |
| 6 november 1982 Plaats: Zwolle Oosterenkstadion Toeschouwers: 4.000 Scheidsrechter: Ignace van Swieten                    |                                                                                         |               | 19' Ton Pattinama 42' Aad Leenheer                             | |
| 14e speelronde | Sparta                                                                                  | 2 - 1 (1 - 1) | PEC Zwolle '82                                                 | Opstelling PEC Zwolle '82: |
| 21 november 1982 Plaats: Rotterdam Spartastadion Het Kasteel Toeschouwers: 3.000 Scheidsrechter: Cees Bakker              | Ronald Lengkeek 27' Gary Heale 62'                                                      |               | 41' Alex Kamstra                                               | Van Moorst |
| 15e speelronde | PEC Zwolle '82                                                                          | 0 - 2 (0 - 0) | PSV                                                            | Opstelling PEC Zwolle '82: |
| 27 november 1982 Plaats: Zwolle Oosterenkstadion Toeschouwers: 8.000 Scheidsrechter: Jan Severein                         |                                                                                         |               | 71' Jurrie Koolhof 89' Jurrie Koolhof                          | |
| 16e speelronde | N.E.C.                                                                                  | 1 - 1 (0 - 0) | PEC Zwolle '82                                                 | Opstelling PEC Zwolle '82: |
| 5 december 1982 Plaats: Nijmegen Goffertstadion Toeschouwers: 1.500 Scheidsrechter: Gerard de Schepper                    | Sije Visser 63'                                                                         |               | 46' Rini van Roon                                              | Hendriksen |
| 17e speelronde | PEC Zwolle '82                                                                          | 0 - 1 (0 - 0) | FC Twente                                                      | Opstelling PEC Zwolle '82: |
| 11 december 1982 Plaats: Zwolle Oosterenkstadion Toeschouwers: 2.500 Scheidsrechter: Henk van Ettekoven                   |                                                                                         |               | 67' Evert Bleuming                                             | |
| 18e speelronde | FC Groningen                                                                            | 3 - 0 (2 - 0) | PEC Zwolle '82                                                 | Opstelling PEC Zwolle '82: |
| 16 januari 1983 Plaats: Groningen Stadion Oosterpark Toeschouwers: 12.500 Scheidsrechter: Cees Bakker                     | Erwin Koeman 7' Erwin Koeman 11' Rob McDonald 87'                                       |               |                                                                | Raven, Drost, Scheve, Kamstra, IJzerman, Van der Hengst (32' Van Roon), Hendriksen, Visscher, Riemens (75' Walstra), Van Kooten, Dijkstra Hendriksen, Van Roon |
| 19e speelronde | PEC Zwolle '82                                                                          | 5 - 0 (3 - 0) | Roda JC                                                        | Opstelling PEC Zwolle '82: |
| 22 januari 1983 Plaats: Zwolle Oosterenkstadion Toeschouwers: 4.000 Scheidsrechter: Chris van der Laar                    | Alex Kamstra 3' Chris Riemens 8' Herman Dijkstra 36' Alex Kamstra 60' Rini van Roon 80' |               |                                                                | |
| 20e speelronde | AZ '67                                                                                  | 0 - 3 (0 - 1) | PEC Zwolle '82                                                 | Opstelling PEC Zwolle '82: |
| 29 januari 1983 Plaats: Alkmaar Alkmaarderhout Toeschouwers: 4.400 Scheidsrechter: Bouke Draaisma                         |                                                                                         |               | 17' Rini van Roon 72' Herman Dijkstra 83' Peter van der Hengst | Hendriksen |
| 21e speelronde | PEC Zwolle '82                                                                          | 3 - 3 (1 - 1) | Willem II                                                      | Opstelling PEC Zwolle '82: |
| 5 februari 1983 Plaats: Zwolle Oosterenkstadion Toeschouwers: 6.000 Scheidsrechter: Gerard Geurds                         | Peter van der Hengst 42' Rini van Roon 59' Gerrit Visscher 65'                          |               | 19' Johnny Jacobsen 49' Bert Gozems 68' Johnny Jacobsen        | |
| 22e speelronde | FC Utrecht                                                                              | 2 - 3 (1 - 1) | PEC Zwolle '82                                                 | Opstelling PEC Zwolle '82: |
| 20 februari 1983 Plaats: Utrecht Stadion Galgenwaard Toeschouwers: 6.000 Scheidsrechter: Chris van der Laar               | Frans Adelaar 43' Ton de Kruijk 76'                                                     |               | 30' Rini van Roon 55' Henry Pelleboer 69' Henry Pelleboer      | Kamstra, Scheve |
| 23e speelronde | PEC Zwolle '82                                                                          | 0 - 3 (0 - 1) | Feyenoord                                                      | Opstelling PEC Zwolle '82: |
| 26 februari 1983 Plaats: Zwolle Oosterenkstadion Toeschouwers: 15.000 Scheidsrechter: Piet Bosman                         |                                                                                         |               | 26' Pierre Vermeulen 53' Peter Houtman 78' Andrej Jeliazkov    | |
| 24e speelronde | Helmond Sport                                                                           | 2 - 2 (0 - 0) | PEC Zwolle '82                                                 | Opstelling PEC Zwolle '82: |
| 5 maart 1983 Plaats: Helmond Stadion De Braak Toeschouwers: 5.000 Scheidsrechter: Ignace van Swieten                      | Gerrie Dijkstra 73' Peter Corbijn 81'                                                   |               | 60' Rini van Roon 89' John Scheve                              | Scheve |
| 25e speelronde | PEC Zwolle '82                                                                          | 1 - 0 (0 - 0) | Fortuna Sittard                                                | Opstelling PEC Zwolle '82: |
| 12 maart 1983 Plaats: Zwolle Oosterenkstadion Toeschouwers: 5.500 Scheidsrechter: Jan Hobé                                | Henry Pelleboer 80'                                                                     |               |                                                                | |
| 26e speelronde | Go Ahead Eagles                                                                         | 2 - 1 (0 - 0) | PEC Zwolle '82                                                 | Opstelling PEC Zwolle '82: |
| 19 maart 1983 Plaats: Deventer Adelaarshorst Toeschouwers: 13.500 Scheidsrechter: Henk Weerink                            | Ton Witbaard 48' Ton Witbaard 62'                                                       | IJsselderby   | 52' Cees van Kooten                                            | IJzerman |
| 27e speelronde | PEC Zwolle '82                                                                          | 1 - 2 (0 - 0) | Ajax                                                           | Opstelling PEC Zwolle '82: |
| 26 maart 1983 Plaats: Zwolle Oosterenkstadion Toeschouwers: 13.500 Scheidsrechter: Henk van Ettekoven                     | Peter van der Hengst 62'                                                                |               | 72' Wim Kieft 75' Johan Cruijff                                | |
| 28e speelronde | FC Haarlem                                                                              | 5 - 1 (0 - 0) | PEC Zwolle '82                                                 | Opstelling PEC Zwolle '82: |
| 2 april 1983 Plaats: Haarlem Haarlemstadion Toeschouwers: 4.240 Scheidsrechter: Peter Gans                                | Tommy Kristiansen 51' Wim Balm 67' Wim Balm 73' Wim Balm (pen) 88' Joop Böckling 90'    |               | 85' Cees van Kooten                                            | |
| 29e speelronde | PEC Zwolle '82                                                                          | 2 - 1 (1 - 0) | NAC                                                            | Opstelling PEC Zwolle '82: |
| 9 april 1983 Plaats: Zwolle Oosterenkstadion Toeschouwers: 6.000 Scheidsrechter: Charles Corver                           | Rini van Roon 21' Cees van Kooten 66'                                                   |               | 73' Tom Smits                                                  | |
| 30e speelronde | Excelsior                                                                               | 0 - 1 (0 - 1) | PEC Zwolle '82                                                 | Opstelling PEC Zwolle '82: |
| 17 april 1983 Plaats: Rotterdam Stadion Woudestein Toeschouwers: 2.000 Scheidsrechter: Chris van der Laar                 |                                                                                         |               | 2' Cees van Kooten                                             | Drost |
| 31e speelronde | PEC Zwolle '82                                                                          | 0 - 3 (0 - 1) | Sparta                                                         | Opstelling PEC Zwolle '82: |
| 23 april 1983 Plaats: Zwolle Oosterenkstadion Toeschouwers: 7.000 Scheidsrechter: Henk Weerink                            |                                                                                         |               | 15' Wout Holverda 75' Ronald Lengkeek 88' Wout Holverda        | |
| 32e speelronde | PSV                                                                                     | 0 - 1 (0 - 0) | PEC Zwolle '82                                                 | Opstelling PEC Zwolle '82: |
| 30 april 1983 Plaats: Eindhoven Philips Stadion Toeschouwers: 13.000 Scheidsrechter: Jan Severein                         |                                                                                         |               | 48' Cees van Kooten                                            | Van der Hengst |
| 33e speelronde | PEC Zwolle '82                                                                          | 1 - 0 (0 - 0) | N.E.C.                                                         | Opstelling PEC Zwolle '82: |
| 7 mei 1983 Plaats: Zwolle Oosterenkstadion Toeschouwers: 10.000 Scheidsrechter: Egbert Mulder                             | Peter van der Hengst 64'                                                                |               |                                                                | IJzerman |
| 34e speelronde | FC Twente                                                                               | 2 - 0 (1 - 0) | PEC Zwolle '82                                                 | Opstelling PEC Zwolle '82: |
| 14 mei 1983 Plaats: Enschede Stadion Het Diekman Toeschouwers: 10.000 Scheidsrechter: Ignace van Swieten                  | Manuel Sánchez Torres 36' Evert Bleuming 75'                                            |               |                                                                | |

### KNVB Beker
| 2e ronde                                                                                             | FC Twente                                 | 2 - 0 (0 - 0) | PEC Zwolle '82 | Opstelling PEC Zwolle '82: |
| 14 november 1982 Plaats: Enschede Stadion Het Diekman Toeschouwers: 4.000 Scheidsrechter: jan Manuel | Martien Vreijsen 47' Martien Vreijsen 90' |               |                | Van der Hengst             |

## Selectie en technische staf

### Selectie 1982/83
| Nr. |                    | Naam                 | Competitie | Competitie | Beker   | Beker   | Totaal  | Totaal  | Seizoen | Vorige club      | Debuut            |         |         |         |         |         |         |
| Nr. | W                  | Naam                 |            | W          |         | W       |         |         | Seizoen | Vorige club      | Debuut            |         |         |         |         |         |         |
|     |                    | Keepers              | Keepers    | Keepers    | Keepers | Keepers | Keepers | Keepers | Keepers | Keepers          | Keepers           | Keepers | Keepers | Keepers | Keepers | Keepers | Keepers |
| --- | ------------------ | -------------------- | ---------- | ---------- | ------- | ------- | ------- | ------- | ------- | ---------------- | ----------------- | ------- | ------- | ------- | ------- | ------- | ------- |
| -   | Vlag van Nederland | Ad Raven             | 34         | 0          | 0       | 0       | 34      | 0       | 4e      | FC Amsterdam     | 5 april 1980      |         |         |         |         |         |         |
|     |                    | Verdedigers          |            |            |         |         |         |         |         |                  |                   |         |         |         |         |         |         |
| -   | Vlag van Nederland | Klaas Drost          | 34         | 3          | 0       | 0       | 34      | 3       | 12e     | Jeugd            | 1970              |         |         |         |         |         |         |
| -   | Vlag van Nederland | Grads Fühler         | 3          | 0          | 0       | 0       | 3       | 0       | 3e      | Jeugd            | 29 november 1980  |         |         |         |         |         |         |
| -   | Vlag van Nederland | René IJzerman        | 28         | 0          | 0       | 0       | 28      | 0       | 11e     | Jeugd            | 1972              |         |         |         |         |         |         |
| -   | Vlag van Nederland | Alex Kamstra         | 34         | 4          | 0       | 0       | 34      | 4       | 2e      | Jeugd            | 15 augustus 1981  |         |         |         |         |         |         |
| -   | Vlag van Nederland | Henry Pelleboer      | 17         | 3          | 0       | 0       | 17      | 3       | 2e      | IJVV             | 13 februari 1982  |         |         |         |         |         |         |
| -   | Vlag van Nederland | John Scheve          | 28         | 1          | 0       | 0       | 28      | 1       | 1e      | FC Twente        | 21 augustus 1982  |         |         |         |         |         |         |
| -   | Vlag van Nederland | Jan Weggelaar        | 22         | 0          | 0       | 0       | 22      | 0       | 1e      | AFC Ajax         | 21 augustus 1982  |         |         |         |         |         |         |
|     |                    | Middenvelders        |            |            |         |         |         |         |         |                  |                   |         |         |         |         |         |         |
| -   | Vlag van Nederland | Alex Booy            | 10         | 1          | 0       | 0       | 10      | 1       | 4e      | VV Hattem        | 20 februari 1980  |         |         |         |         |         |         |
| -   | Vlag van Nederland | Jan Hendriksen       | 26         | 1          | 0       | 0       | 26      | 1       | 7e      | Niet bekend      | 1976              |         |         |         |         |         |         |
| -   | Vlag van Nederland | Gerard van Moorst    | 18         | 0          | 0       | 0       | 18      | 0       | 5e      | Niet bekend      | 1978              |         |         |         |         |         |         |
| -   | Vlag van Nederland | Erik Nijboer         | 1          | 0          | 0       | 0       | 1       | 0       | 1e      | Niet bekend      | 2 oktober 1982    |         |         |         |         |         |         |
| -   | Vlag van Nederland | Gerrit Visscher      | 32         | 1          | 0       | 0       | 32      | 1       | 3e      | ESC              | 20 september 1980 |         |         |         |         |         |         |
|     |                    | Aanvallers           |            |            |         |         |         |         |         |                  |                   |         |         |         |         |         |         |
| -   | Vlag van Nederland | Gert van den Brink   | 1          | 0          | 0       | 0       | 1       | 0       | 1e      | Niet bekend      | 26 maart 1983     |         |         |         |         |         |         |
| -   | Vlag van Nederland | Herman Dijkstra      | 11         | 2          | 0       | 0       | 11      | 2       | 1e      | FC Groningen     | 21 augustus 1982  |         |         |         |         |         |         |
| -   | Vlag van Nederland | Peter van der Hengst | 28         | 5          | 0       | 0       | 28      | 5       | 4e      | AFC Ajax         | 3 november 1979   |         |         |         |         |         |         |
| -   | Vlag van Nederland | Cees van Kooten      | 16         | 5          | 0       | 0       | 16      | 5       | 1e      | Go Ahead Eagles  | 16 januari 1983   |         |         |         |         |         |         |
| -   | Vlag van Nederland | Chris Riemens        | 33         | 3          | 0       | 0       | 33      | 3       | 3e      | Roda JC Kerkrade | 24 augustus 1980  |         |         |         |         |         |         |
| -   | Vlag van Nederland | Rini van Roon        | 29         | 11         | 0       | 0       | 29      | 11      | 1e      | AFC Ajax         | 21 augustus 1982  |         |         |         |         |         |         |
| -   | Vlag van Nederland | Wim Walstra          | 9          | 0          | 0       | 0       | 9       | 0       | 1e      | FC Groningen     | 28 augustus 1982  |         |         |         |         |         |         |
| Nr. |                    | Naam                 | W          |            | W       |         | W       |         | Seizoen | Vorige club      | Debuut            |         |         |         |         |         |         |
| Nr. | Competitie         | Competitie           | Beker      | Beker      | Totaal  | Totaal  |         |         | Seizoen | Vorige club      | Debuut            |         |         |         |         |         |         |

### Technische staf
| Naam         | Functie             | Bijzonderheid                     |
| ------------ | ------------------- | --------------------------------- |
| Bas Paauwe   | Hoofdtrainer (a.i.) | Tot 8 september                   |
| Rinus Israël | Hoofdtrainer (a.i.) | Vanaf 9 september tot 15 november |
| Cor Brom     | Hoofdtrainer        | Vanaf 16 november                 |

## Statistieken PEC Zwolle 1982/1983

### Eindstand PEC Zwolle in de Nederlandse Eredivisie 1982 / 1983
| Stand | Gespeeld | Gewonnen | Gelijk | Verloren | Punten | Doelpunten voor | Doelpunten tegen | Gele kaarten | Rode kaarten |
| ----- | -------- | -------- | ------ | -------- | ------ | --------------- | ---------------- | ------------ | ------------ |
| 13e   | 34       | 10       | 7      | 17       | 27     | 40              | 58               | -            | -            |

### Topscorers
| #      | Naam                 | Goal |
| ------ | -------------------- | ---- |
| 1.     | Rini van Roon        | 11   |
| 2.     | Peter van der Hengst | 5    |
| 2.     | Cees van Kooten      | 5    |
| 4.     | Alex Kamstra         | 4    |
| 5.     | Klaas Drost          | 3    |
| 5.     | Henry Pelleboer      | 3    |
| 5.     | Chris Riemens        | 3    |
| 8.     | Herman Dijkstra      | 2    |
| 9.     | Alex Booy            | 1    |
| 9.     | Jan Hendriksen       | 1    |
| 9.     | John Scheve          | 1    |
| 9.     | Gerrit Visscher      | 1    |
| Totaal | Totaal               | 40   |

| #      | Naam        | Goal |
| ------ | ----------- | ---- |
| 1.     | Geen speler | -    |
| Totaal | Totaal      | 0    |

### Punten per speelronde
| Speelronde | 1 | 2 | 3 | 4 | 5 | 6 | 7 | 8 | 9 | 10 | 11 | 12 | 13 | 14 | 15 | 16 | 17 | 18 | 19 | 20 | 21 | 22 | 23 | 24 | 25 | 26 | 27 | 28 | 29 | 30 | 31 | 32 | 33 | 34 |
| ---------- | - | - | - | - | - | - | - | - | - | -- | -- | -- | -- | -- | -- | -- | -- | -- | -- | -- | -- | -- | -- | -- | -- | -- | -- | -- | -- | -- | -- | -- | -- | -- |
| Punten     | 0 | 0 | 0 | 0 | 1 | 1 | 1 | 1 | 0 | 0  | 2  | 2  | 0  | 0  | 0  | 1  | 0  | 0  | 2  | 2  | 1  | 2  | 0  | 1  | 2  | 0  | 0  | 0  | 2  | 2  | 0  | 2  | 2  | 0  |

### Punten na speelronde
| Speelronde | 1 | 2 | 3 | 4 | 5 | 6 | 7 | 8 | 9 | 10 | 11 | 12 | 13 | 14 | 15 | 16 | 17 | 18 | 19 | 20 | 21 | 22 | 23 | 24 | 25 | 26 | 27 | 28 | 29 | 30 | 31 | 32 | 33 | 34 |
| ---------- | - | - | - | - | - | - | - | - | - | -- | -- | -- | -- | -- | -- | -- | -- | -- | -- | -- | -- | -- | -- | -- | -- | -- | -- | -- | -- | -- | -- | -- | -- | -- |
| Punten     | 0 | 0 | 0 | 0 | 1 | 2 | 3 | 4 | 4 | 4  | 6  | 8  | 8  | 8  | 8  | 9  | 9  | 9  | 11 | 13 | 14 | 16 | 16 | 17 | 19 | 19 | 19 | 19 | 21 | 23 | 23 | 25 | 27 | 27 |

### Stand na speelronde
| Speelronde | 1   | 2   | 3   | 4   | 5   | 6   | 7   | 8   | 9   | 10  | 11  | 12  | 13  | 14  | 15  | 16  | 17  | 18  | 19  | 20  | 21  | 22  | 23  | 24  | 25  | 26  | 27  | 28  | 29  | 30  | 31  | 32  | 33  | 34  |
| ---------- | --- | --- | --- | --- | --- | --- | --- | --- | --- | --- | --- | --- | --- | --- | --- | --- | --- | --- | --- | --- | --- | --- | --- | --- | --- | --- | --- | --- | --- | --- | --- | --- | --- | --- |
| Stand      | 15e | 17e | 18e | 18e | 18e | 18e | 18e | 18e | 18e | 18e | 17e | 16e | 16e | 17e | 18e | 18e | 18e | 18e | 18e | 17e | 16e | 14e | 15e | 15e | 13e | 13e | 15e | 15e | 14e | 13e | 15e | 13e | 12e | 13e |

### Doelpunten per speelronde
| Speelronde | 1 | 2 | 3 | 4 | 5 | 6 | 7 | 8 | 9 | 10 | 11 | 12 | 13 | 14 | 15 | 16 | 17 | 18 | 19 | 20 | 21 | 22 | 23 | 24 | 25 | 26 | 27 | 28 | 29 | 30 | 31 | 32 | 33 | 34 | Totaal |
| ---------- | - | - | - | - | - | - | - | - | - | -- | -- | -- | -- | -- | -- | -- | -- | -- | -- | -- | -- | -- | -- | -- | -- | -- | -- | -- | -- | -- | -- | -- | -- | -- | ------ |
| Doelpunten | 1 | 1 | 0 | 2 | 1 | 1 | 2 | 1 | 0 | 0  | 2  | 2  | 0  | 1  | 0  | 1  | 0  | 0  | 5  | 3  | 3  | 3  | 0  | 2  | 1  | 1  | 1  | 1  | 2  | 1  | 0  | 1  | 1  | 0  | 40     |